# مضناي السرير (ريمة)

تعديل مصدري - تعديل

مضناي السرير هي إحدى قرى عزلة بني سعيد بمديرية الجعفرية التابعة لمحافظة ريمة تتمتع بجمالها الخلاب وتقع في عزلة بني سعيد (ريمة) 
وقد بلغ عدد سكانها لعام 2004م (608) نسمة سميت بهذا الاسم لأنها على شبه درجات المنزل أو ما يسمى الدرج. من أهم ما يوجد فيها قلعة الحكومة الذي يسمى حاليا قسم شرطة اللمهيل وأيضا جامع الجنيد الذي بني في عام 1970م وفيها أيضا أقدم مسجد في بني سعيد ريمة مسجد العبم بني في عام 1965م